# Godrickov Dol
Godrickov Dol (v izvirniku angleško Godric's Hollow) je izmišljeno naselje iz fantazijske pripovedi Harry Potter anleške pisateljice J. K. Rowling.
Je kraj, kjer je Harry Potter preživel prvo leto svojega življenja. Poimenovan je po enemu izmed ustanoviteljev Bradavičarke; Godricu Gryfondomu. Harry je tam živel s starši, ki pa jih je ubil zlobni čarovnik Lord Mrlakenstein. V 7. delu Harry in Hermiona obiščeta Godrickov Dol in pokopališče, tam pa je tudi spomenik, ki spominja na to, da sta se Lily in James Potter uprla Lordu Mrlakensteinu, a ju je na žalost le-ta ubil z smrtonosno kletvijo (Avada Kedavra). 
Harryjeva hiša je skrita očem bunkeljnov. Hiša je razpadla zaradi močne eksplozije ob izreku zgoraj navedenega uroka. Ko je Mrlakenstein 31. oktobra 1981 vstopil vanjo, je James Potter pomagal Lily in Harryju v zgornje nadstropje, sam pa je pohitel nazaj v pritličje, kjer je pozabil svojo palico. V tistem trenutku je bil Mrlakenstein že v hiši in je Jamesa ubil. James sam še takrat ni uspel prijeti palice, zato ni mogoče reči, da ga je Mrlakenstein premagal. Zatem se je Mrlakenstein povzpel še v zgornjo sobo, kamor sta se skrila preostala Potterja. 
Preden je Mrlakenstein ubil še Lily je ta zaščitila Harrya z urokom ljubezni in se tako žrtvovala zanj. Ko je Mrlakenstein izrekel kletev še proti Harryu, se je moč iz palice odbila od fantka nazaj v samega Mrlakensteina, ki pa je zaradi tega domnevno umrl, saj je imel dušo razdeljeno v skrižvene. Ko se je moč odbila od Harrya, mu je le-ta pustila znamenje za vse življenje: brazgotino v obliki strele. S tem je Harry postal skrižven. 
V Godrickovem Dolu sta v svojih mladih letih živela Albus Dumbledore in Aberforth Dumbledore, pa tudi Mathilda Malhaar, prateta Gellerta Grindelwalda. 